# Jünkerath
Jünkerath est une municipalité et le chef-lieu du Verbandsgemeinde Obere Kyll, dans l'arrondissement de Vulkaneifel, en Rhénanie-Palatinat, dans l'ouest de l'Allemagne.

## Population
Évolution de la population 

1 769 (31 décembre 1975)
1 813 (31 décembre 2017)
1 777 (30 septembre 2019)
1 806 (31 décembre 2021)
1 836 (31 décembre 2022)
1 852 (31 décembre 2023)